# Kloster Frauenroth
Das Kloster Frauenroth (lat. Monasterium Novalis Sanctae Mariae) ist eine ehemalige Abtei der Zisterzienserinnen im gleichnamigen Ortsteil von Burkardroth. Erhalten ist nur das Mittelschiff der Klosterkirche „St. Blasius“. Die Kirche gehörte zur Diözese Würzburg. Sie gehört zu den Burkardrother Baudenkmälern und ist unter der Nummer D-6-72-117-10 in der Bayerischen Denkmalliste registriert.
Das Relikt des Klosters steht in ländlicher Gegend, umgeben von den teilweise bewaldeten Höhenzügen am Ostrand der bayerischen Rhön.

## Geschichte

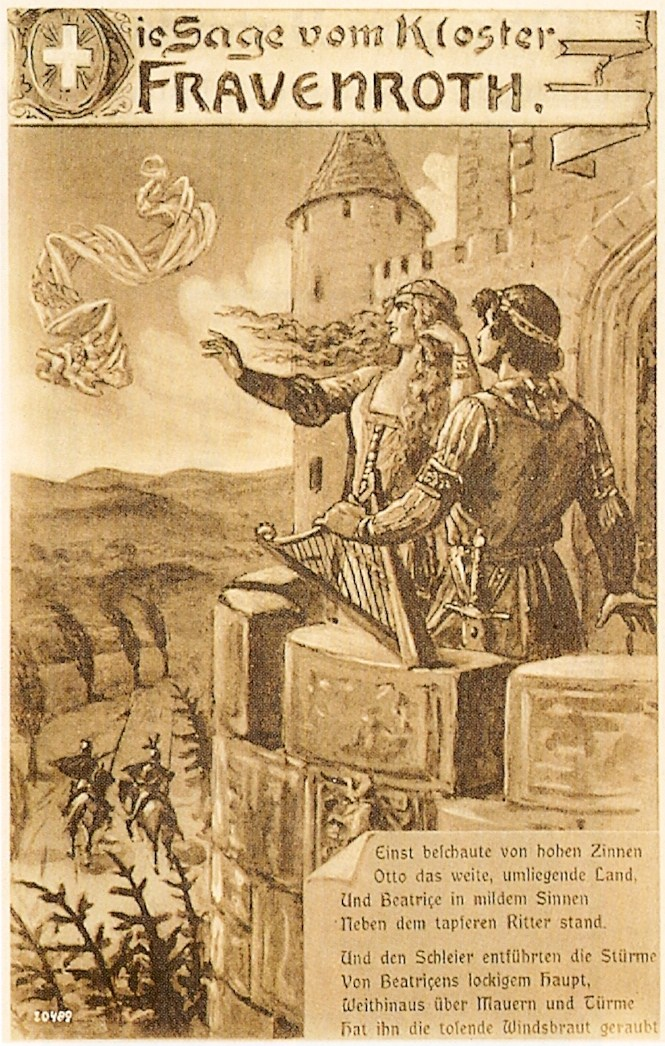
Die Schleiersage als Postkartenmotiv, 1920

Das der Maria und den Allerheiligen geweihte Kloster wurde 1231 durch den Minnesänger und Kreuzritter Otto von Botenlauben und seine Frau Beatrix von Courtenay gegründet, die ihren Besitz auf Burg Botenlauben bei Bad Kissingen an den Würzburger Fürstbischof Hermann I. von Lobdeburg verkauft hatten, um sich aus der irdischen Welt zurückzuziehen.
Die Schleiersage berichtet, dass das Kloster gegründet wurde, als Beatrix mit ihrem Ehegatten auf Botenlauben wandelte und der Wind ihren Schleier fortwehte, woraufhin Beatrix gelobte, am Fundort des Schleiers ein Kloster errichten zu lassen.
Otto von Botenlauben vermachte kurz vor seinem Tod auch die wenige Meter südwestlich gelegene und wohl von ihm im Auftrag des Papstes nach 1234 geschleifte kleine Burg Burkardrode dem Kloster.
Nach dem Tod des Gründerpaares, welches in der Klosterkirche begraben ist, wurde ihr Sohn, der auch Otto hieß, Provisor des Klosters. Es mehrte seine Besitzungen durch eine Reihe von Tauschgeschäften und Zukäufen.
Nach dem Tod der letzten Äbtissin Amalia von Rumrod löste sich das Kloster 1574 auf. Der Besitz fiel an die fürstbischöfliche Kammer in Würzburg. Im Dreißigjährigen Krieg wurde die Anlage geplündert, anschließend unter den Würzburger Fürstbischöfen Johann Philipp von Schönborn (im Jahr 1650) und Johann Gottfried von Guttenberg (im Jahr 1686) bis auf das Mittelschiff der Kirche abgebrochen. 1691 wurden die Güter an acht Bauern aus Burkardroth verkauft, wodurch das Dorf Frauenroth entstand.
Nach der Säkularisation im Jahr 1803 wurde die Klosterkirche als einfache Dorfkirche genutzt. Die Klostergeschichte und die mit ihr verbundenen Kunstschätze blieben lange unbeachtet; erst eine Restaurierung des Kirchenraums in den 1970er Jahren brachte sie in das Bewusstsein Interessierter zurück.

## Klosterkirche St. Blasius

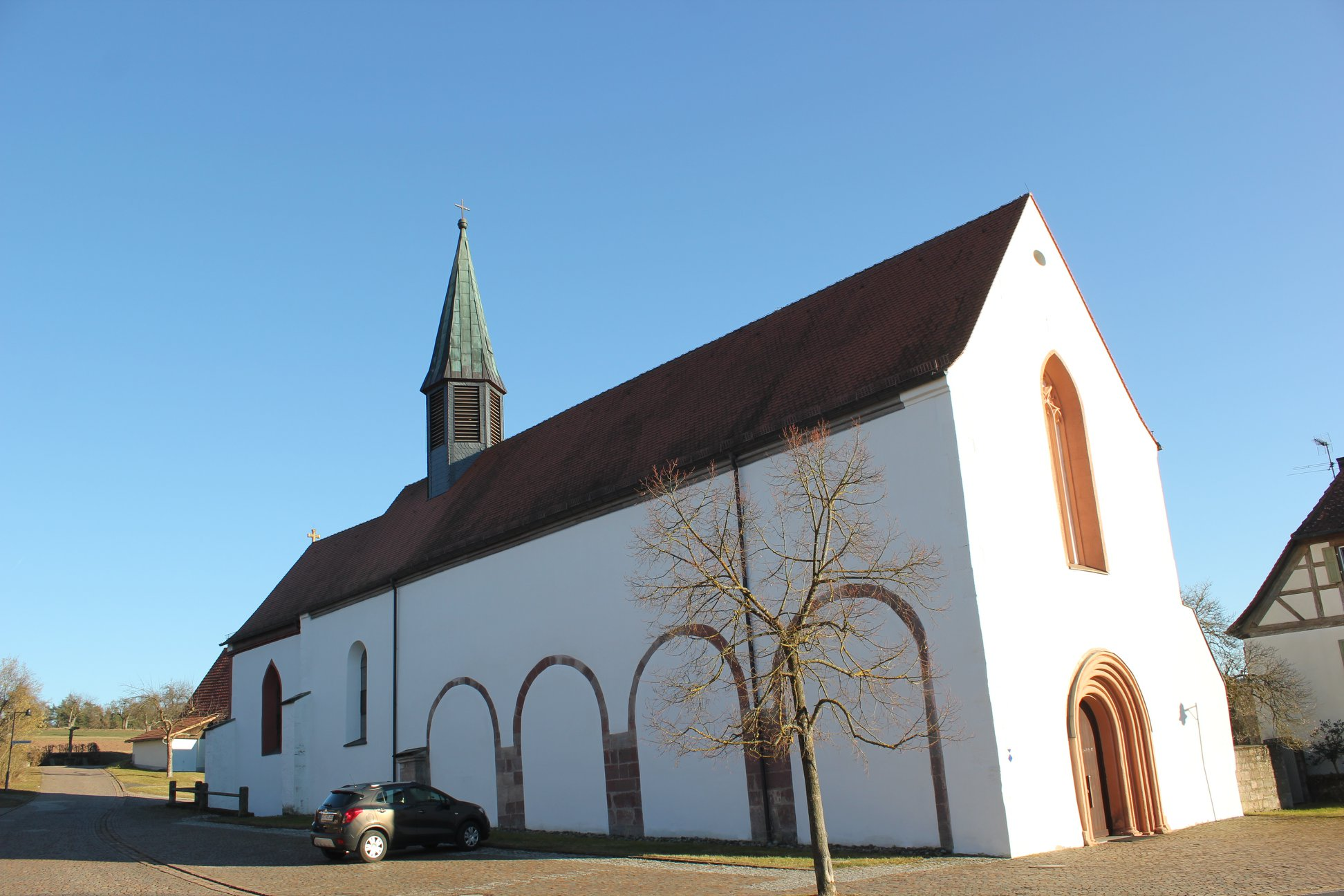
Klosterkirche St. Blasius

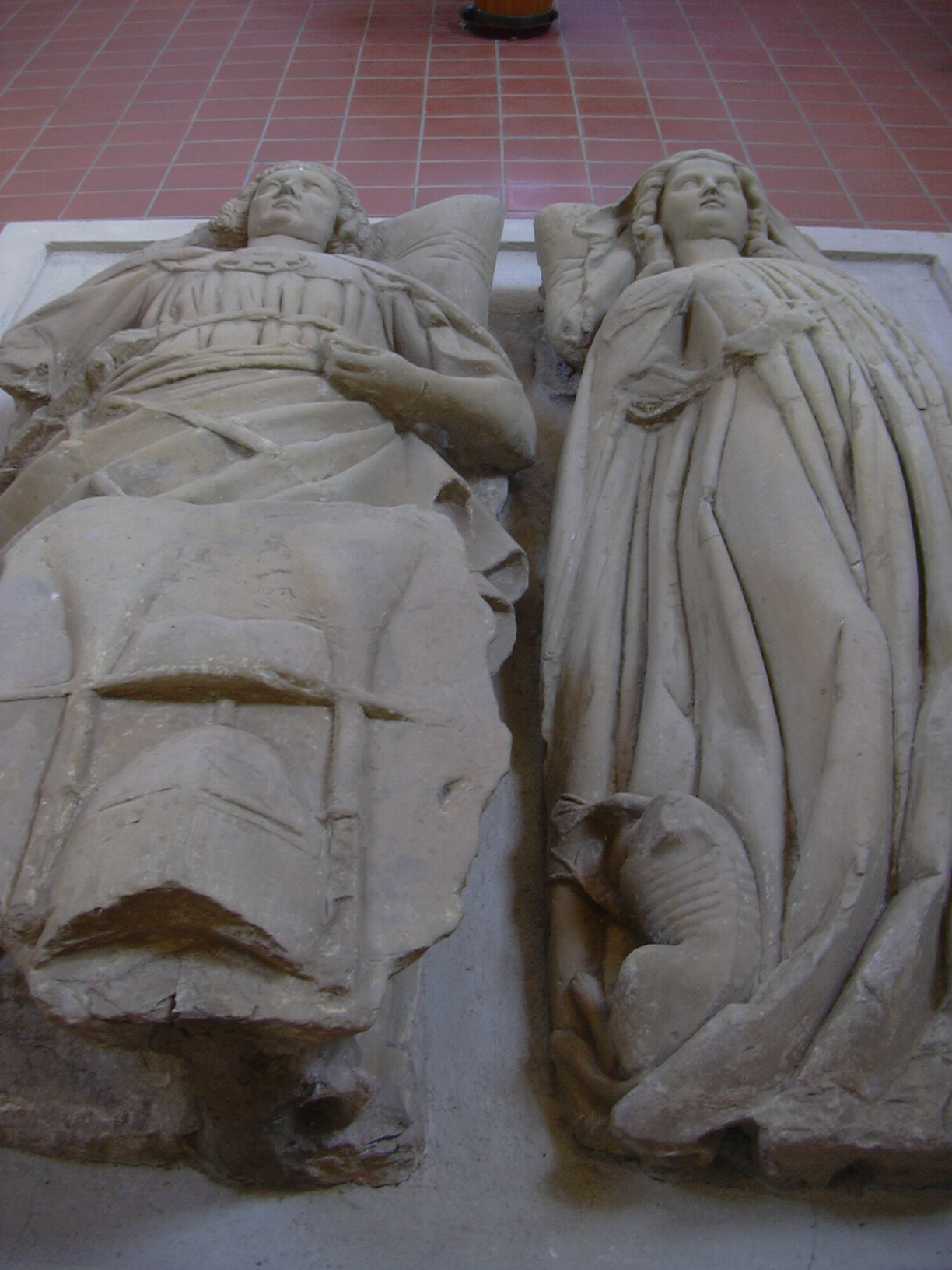
Hochgrab der Stifter Otto von Botenlauben und seiner Frau Beatrix, Mitte des 13. Jahrhunderts

Das Gebäude ist eine romanische Zisterzienser-Saalkirche mit rundbogigen Blendarkaden, Lanzettfenstern, typischem Dachreiter und Rundapsis. Nur an der Nordseite ist noch ansatzweise zu erkennen, dass es früher eine dreischiffige Basilika mit Seitenschiffen und Querhaus war.
Der Kirchenraum ist flach gedeckt, der gotische Chor kreuzrippengewölbt. Die farbige Profilierung des Triumphbogens, der Gewölberippen und Fensterlaibungen – alternierend grau und bordeauxrot – ist stark restauriert. Im Chor wurden bei der Sanierung 1970–1972 gotische Fresken mit Passionsszenen teilweise freigelegt; Kreuzigung und Auferstehung sind deutlich identifizierbar, der übrige Erhaltungszustand ist rudimentär.
Kunsthistorisch bedeutendstes Ausstattungsstück ist das wohl im dritten Viertel des 13. Jahrhunderts Hochgrab des Stifterpaares. Die sehr ausdrucksvollen frühgotischen Skulpturen von unbekannter Hand zählen zu den qualitätsvollsten Grabplastiken der Region und sind mit Katharina und Mauritius im Magdeburger Dom, den Stifterfiguren des Naumburger Meisters sowie mit Arbeiten in Straßburg in stilistischen Zusammenhang gebracht worden. Kunsthistoriker Georg Dehio hält die Figuren des Grabreliefs trotz der für die Barockzeit typischen Überformung der Köpfe „in der poetischen Idealisierung höfischer Vornehmheit unerreicht“.
Die übrige sparsame Barockausstattung der Kirche (Hochaltar, eine Pietà und ein Andreas) stammt nicht aus der originären Klosterprovenienz.

Der Hochaltar mit Knorpelwerk ist doppelseitig benutzbar. Laut Inschrift auf der Predella (Rückseite) ließ Maximilian Adam von Blumencron, der Begründer des gleichnamigen Adelsgeschlechtes, als Klosterverwalter die ruinierte Kirche wieder für den Gottesdienst herstellen und hat den Altar 1652 gestiftet. Er ist dort zu Füßen eines Kreuzes kniend mit seinen beiden ersten Frauen und 11 Kindern dargestellt. Die Inschrift lautet:

„Zu Ehren der Allerheiligsten Dreifaltigkeit und Mutter Gottes Maria, auch ewiger Gedechtnis seiner beiden lieben Ehefrauen Eva Maria Ludwigin ein gebohrene Fränckin, so allhier begraben, dann Maria Dorothea Ludwigin, ein gebohrene Moserin wie auch aus beider Ehe erzeugten Kindern, hat der ehrenfeste und hochvornehme Herr Maximilian Adam Ludwig von Würtzburg Chur- auch hochfürtslicher Würtzburgischer 24 Jahr lang bei Hof des Stieffts Bedienter und des Klosters Frauenroth Verwalter diese Kirchen, so ganz abgebrannt und zugrundt gangen auch kein Gottesdienst gehalten werden können, neben diesem Altar machen lassen, geschehen den 1. Octrobris Anno 1652"“

Zwei weitere Kunstschätze aus der Zeit der Kirche als Zisterzienserkloster befinden sich nicht mehr vor Ort:
- Eine Sandsteinmadonna (Mitte 13. Jahrhundert), die sogenannte Lächelnde Madonna steht in der Dorfkirche des Nachbarortsteils Lauter;
- Eine Pergament-Handschrift aus dem frühen 14. Jahrhundert (so genanntes Frauenrother Graduale) wird in der Württembergischen Landesbibliothek in Stuttgart aufbewahrt.

Die Kirche hatte bis zum Jahr 1942 drei Glocken, danach mussten zwei Glocken abgeliefert werden. Eine davon kehrte nicht zurück. So hatte die Kirche bis zum Jahr 1972 nur zwei Glocken. Seitdem erklingt mit h´, d´´ und fis´´ ein dreistimmiges Mollgeläut.

## Umgebung

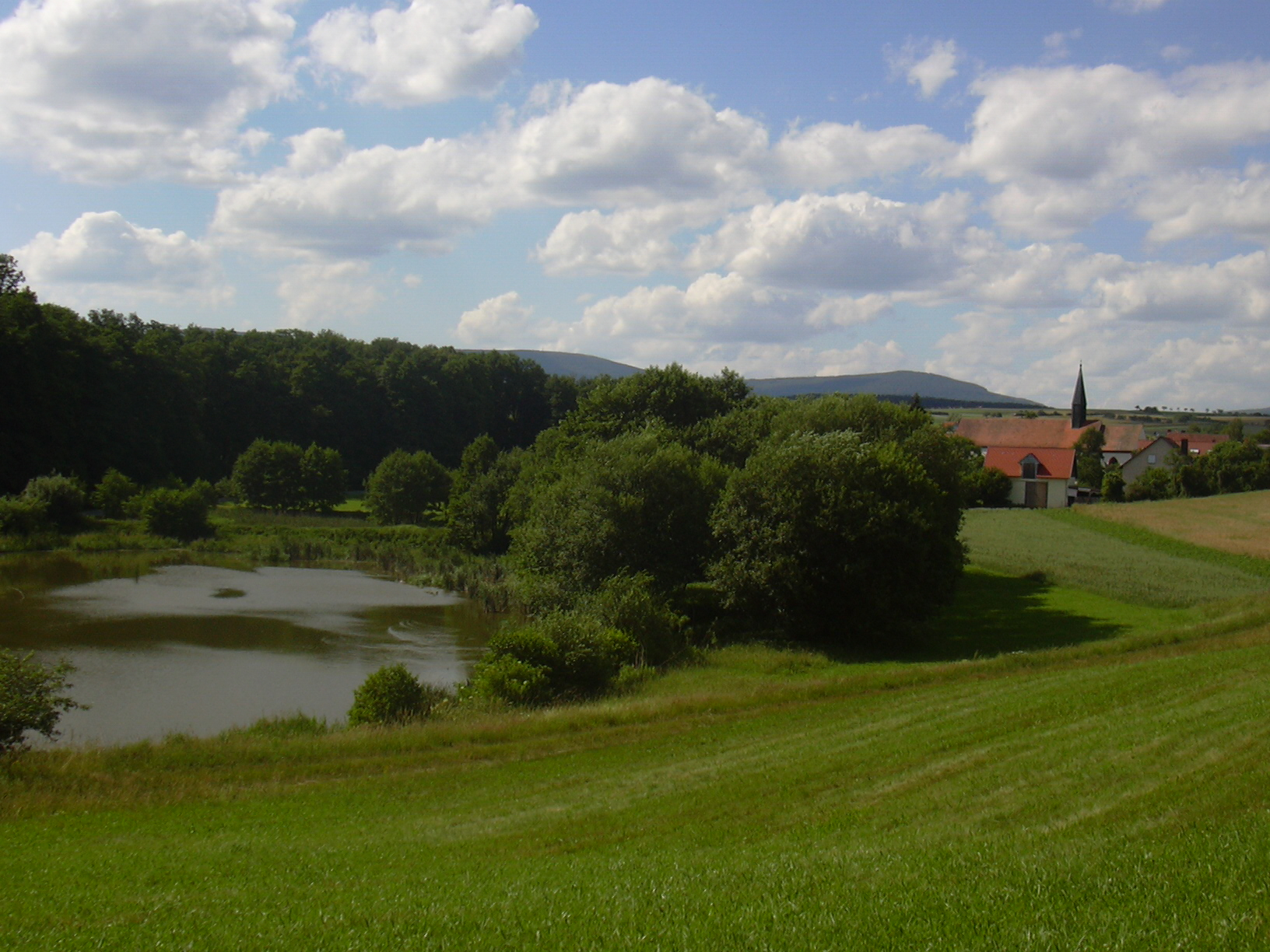
Frauenroth mit ehemaliger Klosterkirche, Feldern und Dorfweiher (etwa Bildmitte lag die abgegangene Burg Burkardrode)

Die einst vom Kloster landwirtschaftlich genutzten Areale sind durch das Dorf Frauenroth eingenommen; Obstbäume, Pferdekoppeln, weitläufige Getreidefelder und ein Dorfweiher inmitten der und rund um die Bausubstanz des Dorfes lassen jedoch noch eine Vorstellung von der ursprünglichen Gestaltung zu.
Ein Aussichtspunkt bei einem Kruzifix oberhalb des Dorfes vermittelt einen Überblick.